# Stanislav Lipovšek
Stanislav Lipovšek (ur. 10 lipca 1943 w Vojniku) – słoweński duchowny katolicki, biskup Celje w latach 2010–2018.

## Życiorys
Święcenia kapłańskie otrzymał 29 czerwca 1968 i został inkardynowany do diecezji Mariboru. Po święceniach pracował jako wikariusz w Celje, a następnie odbył w Rzymie studia doktoranckie z liturgiki. Po powrocie do kraju został administratorem jednej z podmariborskich parafii, a w latach 1981–1982 był ojcem duchownym seminarium. Od 1983 był sekretarzem krajowej komisji liturgicznej, a w 1984 objął funkcję proboszcza parafii katedralnej.
15 marca 2010 papież Benedykt XVI mianował go ordynariuszem diecezji Celje. Sakry biskupiej udzielił mu 24 kwietnia 2010 ówczesny nuncjusz apostolski w Słowenii - abp Santos Abril y Castelló.
W latach 2013–2017 był wiceprzewodniczącym Konferencji Episkopatu Słowenii.
18 września 2018 papież przyjął jego rezygnację z pełnionego urzędu, złożoną ze względu na wiek.